# Justicia polygonoides
Justicia polygonoides är en akantusväxtart som beskrevs av Carl Sigismund Kunth. Justicia polygonoides ingår i släktet Justicia och familjen akantusväxter. Inga underarter finns listade i Catalogue of Life.